# Bob Browaeys
Bob Browaeys (19 september 1969) is een Belgische voetbalcoach en gewezen voetballer. Hij werkt als jeugdcoach in dienst van de Koninklijke Belgische Voetbalbond (KBVB).

## Carrière
Bob Browaeys, zoon van burgemeester Joseph Browaeys van Horebeke, speelde in de jaren 1980 als doelman voor KSV Waregem. Hij was bij de West-Vlaamse club de doublure van Wim De Coninck en Hans Galjé. In het seizoen 1990/91 maakte hij onder trainer René Verheyen zijn competitiedebuut voor Waregem. Hij kwam dat seizoen drie keer in actie voor de West-Vlamingen. Midden jaren 1990 verdedigde Browaeys enkele seizoenen het doel van vierdeklasser KSV Sottegem. Zijn carrière sloot hij in 1997 af bij reeksgenoot Olsa Brakel.
Nadien ging Browaeys aan de slag als trainer. Hij was even werkzaam bij het bescheiden SK Lochristi alvorens als jeugdcoach aan de slag te gaan bij de Koninklijke Belgische Voetbalbond (KBVB). In 2002 werd hij ook betrokken bij de organisatie van de Pro Licence-trainerscursus.
In 2015 behaalde hij met het Belgische voetbalelftal de bronzen medaille op het WK onder 17 in Chili.